# Mauvières
Mauvières és un municipi francès, situat al departament de l'Indre i a la regió de Centre – Vall del Loira. L'any 2007 tenia 329 habitants.

## Demografia

### Població
El 2007 la població de fet de Mauvières era de 329 persones. Hi havia 128 famílies, de les quals 32 eren unipersonals (20 homes vivint sols i 12 dones vivint soles), 36 parelles sense fills, 40 parelles amb fills i 20 famílies monoparentals amb fills.
La població ha evolucionat segons el següent gràfic:
Habitants censats

### Habitatges
El 2007 hi havia 219 habitatges, 142 eren l'habitatge principal de la família, 52 eren segones residències i 25 estaven desocupats. 215 eren cases i 4 eren apartaments. Dels 142 habitatges principals, 113 estaven ocupats pels seus propietaris, 22 estaven llogats i ocupats pels llogaters i 6 estaven cedits a títol gratuït; 11 tenien dues cambres, 23 en tenien tres, 50 en tenien quatre i 57 en tenien cinc o més. 117 habitatges disposaven pel capbaix d'una plaça de pàrquing. A 56 habitatges hi havia un automòbil i a 73 n'hi havia dos o més.

### Piràmide de població
La piràmide de població per edats i sexe el 2009 era:
| Homes | Edats   | Dones |
| ----- | ------- | ----- |
| 0     | 95 o +  | 4     |
| 4     | 90 a 94 | 0     |
| 0     | 85 a 89 | 4     |
| 0     | 80 a 84 | 4     |
| 8     | 75 a 79 | 4     |
| 4     | 70 a 74 | 8     |
| 8     | 65 a 69 | 16    |
| 20    | 60 a 64 | 8     |
| 24    | 55 a 59 | 20    |
| 4     | 50 a 54 | 12    |
| 4     | 45 a 49 | 4     |
| 4     | 40 a 44 | 12    |
| 20    | 35 a 39 | 16    |
| 8     | 30 a 34 | 8     |
| 0     | 25 a 29 | 4     |
| 4     | 20 a 24 | 0     |
| 4     | 15 a 19 | 20    |
| 24    | 10 a 14 | 12    |
| 8     | 5 a 9   | 8     |
| 0     | 0 a 4   | 4     |

## Economia
El 2007 la població en edat de treballar era de 214 persones, 155 eren actives i 59 eren inactives. De les 155 persones actives 148 estaven ocupades (79 homes i 69 dones) i 7 estaven aturades (4 homes i 3 dones). De les 59 persones inactives 30 estaven jubilades, 14 estaven estudiant i 15 estaven classificades com a «altres inactius».

### Ingressos
El 2009 a Mauvières hi havia 142 unitats fiscals que integraven 337 persones, la mediana anual d'ingressos fiscals per persona era de 16.656 €.

### Activitats econòmiques
Dels 10 establiments que hi havia el 2007, 1 era d'una empresa de fabricació d'altres productes industrials, 3 d'empreses de construcció, 2 d'empreses de comerç i reparació d'automòbils, 1 d'una empresa d'hostatgeria i restauració, 2 d'empreses d'informació i comunicació i 1 d'una empresa immobiliària.
Dels 4 establiments de servei als particulars que hi havia el 2009, 1 era un paleta, 1 lampisteria, 1 electricista i 1 restaurant.
L'únic establiment comercial que hi havia el 2009 era una botiga d'equipament de la llar.
L'any 2000 a Mauvières hi havia 22 explotacions agrícoles que ocupaven un total de 1.190 hectàrees.

## Poblacions més properes
El següent diagrama mostra les poblacions més properes.